# Dvärgen
För andra betydelser, se dvärg.
Dvärgen är en dagboksroman av Pär Lagerkvist som utkom 1944. Romanen är en studie i ondska. Den utspelar sig vid en machiavelliansk furstes hov i renässansens Italien. Huvudpersonen är en dvärg som bara känner glädje vid krig och död, och som hatar kärlek och barmhärtighet. Dvärgen är en dagboksroman och genom den illsinnade dvärgens dagboksinlägg skildrar Lagerkvist det hat och den ondska som finns inom oss alla.

## Handling
Dvärgen är en ond figur som arbetar under stadsstatens furste Leone. Han distanserar sig själv från människosläktet, som han anser vara smutsigt och oädelt, och försöker särskilja sig från andra dvärgar genom att bete sig på ett "ondskefullt" sätt. Han skyr allt som kan framställa honom i en löjlig dager: När Mäster Bernardo, en konstnär som besöker hovet, vill studera hans kropp och han måste stå naken så att Bernardo kan avteckna honom, överväldigas han av skammen och försöker att stöta sin dolk i Bernardo. Maktlös som han är, blir han dock enkelt och snabbt avväpnad. Ett annat lönlöst försök att utöva makt visar sig när han dagdrömmer om att gå med i kriget och att få döda människor, men stoppas till följd av sin ringa storlek. När kriget är slut fortsätter dvärgen sina onda planer. På fredsfesten får han uppdraget att förgifta fienderna. Dessutom får don Riccardo, furstinnans älskare, smaka på det förgiftade vinet, vilket sker helt på dvärgens eget bevåg. Furstinnan får en depression till följd av don Riccardos död. När dvärgen gisslar furstinnan och driver henne i döden, blir han dömd till fängelse. Trots sina ändlösa försök att höja sig själv över både människor och dvärgar, blir han till slut bara en fängslad dvärg utan den makt han eftersträvar.

## Romanfigurer

### Huvudpersoner
- Dvärgen är huvudpersonen i berättelsen. Han berättar historien i dagboksform. Som barn såldes han av sin mor som narr till kung Leones hov under renässansen i Italien.[2][3] På grund av sin förkrympta gestalt och de negativa reaktionerna han har fått utstå på grund av den, är han full av hat och föraktar allt som vi i dagligt tal skulle benämna mänskligt. Han betraktar människorna som enfaldiga väsen som slaviskt följer sina drifter. Kärlek och medkänsla kan han absolut inte förstå. Han verkar sakna empatisk förmåga och bryr sig inte om andra människors lidande eller död. Han symboliserar därför det onda i människan.[4] Samtidigt skyr han inga medel för att uppnå sina egna syften. Han blir furstens närmaste tjänare efter att han har dödat sin kollega Josafat, en annan dvärg som bodde vid hovet. Dvärgen kallar fursten, som är lömsk och falsk, för ”den ende jag mött som jag inte föraktar”.[5] Att dvärgen är en trogen tjänare visar sig i att han gör allt fursten beordrar honom. Han hjälper fursten att förgifta sina fiender och vill kämpa vid sin herres sida i kriget. Mest hatar han furstinnan Teodora, eftersom han delar hennes skamliga hemlighet om hennes otrohet med Don Riccardo. Hennes trolöshet får honom att förakta mänskligheten ännu mer. Förhållandet mellan dvärgen och furstinnan är ambivalent eftersom dvärgen, vid sidan av sitt hat, känner en viss dragning till furstinnan.[6] Det framgår av scenen där han gisslar henne för hennes trolöshet mot fursten, samtidigt som han egentligen agerar utifrån svartsjuka. Det visas också i scenen där dvärgen inte sviker furstinnan trots att han själv torteras för att han vägrar avslöja hennes hemligheter. I slutet är dvärgen fängslad, anklagad för att vara orsaken till furstinnans förfall. Han är dock övertygad om att han så småningom ska få återinträda i sin tjänst vid furstens hov eftersom ingen furste kan vara utan dvärg.

- Fursten Leone är en av de få personerna som dvärgen respekterar. Han beskrivs oftast ganska positivt, men han är inte alltid en så ”stor man” som dvärgen uppfattar honom. [5] Han är gift med furstinnan Teodora, som bedrar honom med don Riccardo. Han har ett starkt band med dvärgen, som är hans närmaste tjänare. På ett visst sätt liknar han dvärgen eftersom de båda tillämpar ett defensivt tillvägagångssätt. Han är en mästare i att manipulera människor och är falsk, vilket uppskattas av dvärgen. Fursten fungerar i berättelsen som en symbol för makt och styrka.[7] Hans lömskhet visar sig också i att han har ett utomäktenskapligt förhållande, när furstinnan under en längre tid mår dåligt. Ett exempel på hans falskhet är att han betraktar dvärgen bara som en marionett för sina onda planer. Det syns också när han låter don Riccardo kämpa vid sin sida under kriget med förhoppning om att denne ska dödas.

- Furstinnan Teodora är gift med fursten Leone men bedrar honom med don Riccardo. I slutet av berättelsen hamnar hon i en djup depression, eftersom hon tar på sig skulden för dotterns död. Tanken på sina egna skamliga handlingar börjar plåga henne och hon ber dvärgen på sina bara knän att straffa henne, vilket leder till att han tar över makten.[8] Att dvärgen känner till hennes hemlighet gör furstinnan beroende av honom. Begäret som han innerst inne känner för furstinnan leder till att det ändå finns ett ganska starkt band mellan dessa två figurer. Maktkampen och de ambivalenta känslorna mellan Furstinnan och dvärgen är därför en av de viktigaste elementen i romanen.

### Bifigurer
- Mäster Bernardo eller Maestro Bernardo är ett geni, en konstnär och vetenskapsman, som besöker hovet. Lagerkvist baserade sig på Leonardo da Vinci för att skapa figuren Bernardo.
- Angelica är fursten Leones och furstinnan Teodoras dotter som har ett förhållande med ärkefiendens son Giovanni. Hon dränker sig i floden när Giovanni har mördats.
- Don Riccardo är furstinnan Teodoras älskare som blir förgiftad av dvärgen.
- Fiammetta är fursten Leones älskarinna. Hon dör av pesten.
- Kondottiären Boccarossa är en brutal härförare som mot betalning strider i kriget mot Montanza. När lönen uteblir byter han sida och strider mot fursten Leone.
- Lodovico Montanza som också kallas för il Toro är fursten Leones fiende i kriget. På fredsfesten blir han förgiftad av dvärgen.
- Giovanni är Lodovico Montanzas son och har en relation med Angelica. När fursten Leone upptäcker deras förhållande dödas Giovanni.

## Huvudteman

### Ondskan och kriget
Moraliska värden och ondskan är viktiga ämnen i Dvärgen. Genom dvärgens vidriga handlingar ger romanen en slående bild av människans ondska. Dvärgen mördar nämligen såväl på eget initiativ som på furstens befallning utan att känna medlidande eller samvetskval. Dessutom hatar dvärgen alla människor förutom de onda, lömska och brutala som fursten och kondottiären Boccarossa. Han hatar även sitt eget folk, dvärgarna, och sig själv: "Det är mitt öde att också hata mitt eget folk. Min egen stam är mig förhatlig. Men jag hatar också mig själv".
Vi kan anse dvärgen som inkarnationen av människans fallenhet för allt ont, såsom dvärgen påstår:  "De [= människorna] tror att det är jag som skrämmer dem, men det är dvärgen inom dem, [...] som sticker upp huvudet ur djupet av deras själ. [...] de är vanskapta utan att det alls syns något på dem". Samtidigt kan dvärgen betraktas som en personifikation av det onda i fursten:  "Vi slipper inte ifrån varandra – min herre och jag! [...] Men mitt liv är också hans. Och hans förnäma, högst aktningsvärda liv däruppe tillhör i själva verket mig". Ändå kan vi som läsare uppbringa viss förståelse för dvärgen: han är ju trots allt en mänsklig figur och hans ondska förklaras ju psykologiskt som resultatet av en kärlekslös och förnedrande barndomstid. 
Romanen är skriven under andra världskriget, och detta har satt tydliga spår i boken. Dvärgen är en krigsbok, fast det inte finns en direkt analys av andra världskriget. Men krigets grymhet är omnipresent i boken: kriget och ondskan hör ihop. För dvärgen är kriget en befrielse för kroppen och själen, och han betraktar kriget som ett moraliskt fribrev på mord och våld: "Jag vill kämpa, jag vill döda! Inte för att utmärka mig, utan för handlingens, själva gärningens skull". Att fursten senare vill försonas med fienden är en katastrof för honom.

### Kärleken
Kärleken är ett återkommande tema i Dvärgen. Dvärgen har ingen förståelse för den mänskliga kärleken och han betraktar den som något vedervärdigt. Dvärgar är enligt dvärgen sterila, därför är fortplantningen omöjlig och kärleken onödig. 
Dvärgen skildrar tre typer av kärlek: den enbart sensuella relationen (fursten och Fiametta), den lidelsefulla kärleken (furstinnan och Riccardo) och den metafysiska, rena kärleken (Giovanni och Angelica). Den sistnämnda finner han den mest vedervärdiga: den rena, oskyldiga kärleken mellan unga människor, som människor skulle betrakta som den högsta kärleken. Dvärgen hävdar: "Kärleken är alltid någonting vedervärdigt. Men kärleken mellan dessa två, som bara var som ett par oskyldiga barn, verkade på mig motbjudande på ett sätt som jag aldrig förr erfarit". Han avslöjar för fursten att Giovanni sover hos Angelica och blir på så sätt orsaken till att den unge mannen dödas och att den förtvivlade Angelica begår självmord.
Dvärgen avskyr kvinnor, framför allt när de är känslofulla. Han påstår även att om han skulle kunna älska någon, så skulle han älska en man, nämligen Boccarossa. Men det är inte säkert hur detta skall tolkas: nog beundrar han den manliga (soldat)kroppen, men i dvärgens beskrivningar av kvinnokroppen skymtar under hans negativa attityd ändå den manliga erotiska blicken. Dvärgen hatar furstinnan, men samtidigt begär han henne sexuellt. Han vill tränga bort dessa känslor, men utan framgång.

### Vetenskap och konst
Vetenskap och konst representeras av Bernardo, som betraktas som Lagerkvists fiktionalisering av universalgeniet Leonardo da Vinci. Bernardo är både konstnär och vetenskapsman och han använder hans talanger både för det goda (konsten och vetenskapen) och det onda (kriget). Bernardo fyller dvärgen med tvivel: Han kan inte förstå människans förkärlek för konst och kultur, som inte har något praktiskt syfte. Samtidigt kan dvärgen också betraktas som konstnär eftersom han är författaren till den dagbok som utgör romanen. Han skapar en konstnärlig bild av sin egen tid. Bernardo kan betraktas som antipoden till dvärgen, men såsom dvärgen inte är alldeles ond, är konstnären inte heller alldeles god.  
Vetenskapen, begäret att veta, är också svårt att förstå för dvärgen. När Bernardos vetgirighet riktas mot honom själv och hans kropp utsätts för en vetenskaplig granskning blir han ursinnig. Dvärgen skäms eftersom han hatar sin egen kropp. Han vill inte heller att Bernardo nystar ut hans kropps mysterier och att han avbildar honom.

### Religionen
Religionen är ett mycket viktigt ämne i romanen. Det är inte bara dvärgen, utan också fursten och Bernardo som funderar på dess betydelse. Dvärgen har ingen harmonisk världsbild och tror inte på en gudomlig världsordning. Livet är betydelselöst för honom: "Men själva livet har ingen mening alls och kan inte ha det. Då skulle det inte kunna finnas".
Dvärgen är kristen bara till det yttre, därför att frälsning och nåd, de viktigaste kristna värdena, är honom helt främmande.  Hans attityd till gudstjänsten är blasfemisk: när han spelar en biskop på karnevalsfesten, liknar han djävulen: "Och jag hämtade hostian [...] medan jag förklarade det heliga mysteriets innebörd för dem: - Jag äter hans lekamen, som var vanskapt som er. Den känns bitter som galla, för den är full av hat. [...] Jag dricker hans blod, och det bränner som en eld som ingen kan släcka. Det är som jag drucke mitt eget".

## En historisk roman

### Italiens renässans
Dvärgen är en historisk roman. Den utspelas under renässansen vid ett italienskt furstehov. Ingrid Schöier skriver: ”Lagerkvist säger sig vilja skildra Italien, det älskade och hylla dess renässansmästare – indirekt, genom dvärgens hån och förakt. Kriget, som dvärgen prisar är ›vår tids krig‹ – de nazistiska lovsångerna till krigets stålbad ligger nära till hands. Lagerkvist tänker sig att eventuellt låta dvärgen i sina memoarer berätta om märkliga män han mött – en Michelangelo, en Leonardo, en Raphael, en Savonarola, en Franciscus osv.”

### Historiska fakta
Även om renässanshovet är fiktivt, finns det många överensstämmelser med verkliga historiska förhållanden. Lagerkvist har gjort många förstudier om Italiens renässans innan han skrev Dvärgen. Naturvetenskapernas utveckling under renässansen representeras i Bernardos forskning. Bakom furstens hänsynslösa maktpolitik skymtar Machiavellis Il principe som skrevs ca. 1515 och sätter statsmaktens intressen över alla moraliska betänkligheter. Det hänvisas också till konkreta historiska fakta. Konstnären Bernardos besök hos fursten erinrar om Leonardo da Vincis besök hos Lodovico Sforza i slutet av 1400-talet. Bernardos fresk av nattvarden i Santa Croce är baserad på Leonardos nattvard i kyrkan Santa Maria delle Grazie i Milano. Fiametta, furstens älskarinna i boken, lånar sitt namn av Cesare Borgias älskarinna. Fiametta är dessutom titeln på en dikt av Giovanni Boccaccio och hon ”tjänar som musa i Boccaccios tidiga poetiska verk”.

## Mottagandet

### 1944
De flesta recensionerna av romanen Dvärgen under tiden då den först utgavs, året 1944, kopplar romanen till tidens politiska omständigheter. I dessa recensioner finns det en mer eller mindre tydlig samtidsförankring även om romanen på det historiska och det geografiska planet hänvisar till Italiens renässans. I vissa recensioner ser man ett explicit samband mellan dvärgens världsåskådning och nazismen. Dvärgen ses som förkroppsligandet av rashat, våld, förtryck, lögn och förräderi. I andra recensioner förknippar man honom hellre med onda krafter i största allmänhet och i dessa recensioner diskuteras frågan om man skulle kunna tillämpa de onda krafterna i boken på de aktuella företeelserna. Den allmänna tendensen i dåtidens recensioner är att romanen betraktas som en historisk roman med referenser till andra världskriget.

### Idag
Idag har man större distans till andra världskriget och litteraturen som utgavs under den tiden. Boken har blivit kanoniserad och ses som ett av 1900-talets viktigaste verk. Med Dvärgen fick Pär Lagerkvist sitt genombrott på det internationella planet. Nutidens läsare ser bara sällan sambandet med andra världskriget och uppfattar snarare boken hellre som en allmän varning för det onda inom människan. 
Idag betraktas Pär Lagerkvist som en i raden av svenska författare som Hjalmar Gullberg, Vilhelm Moberg, Eyvind Johnson, Harry Martinson och Karin Boye som på något vis kritiserade tidens ofrihet och våldssystem. Lagerkvist tog ställning mot nazismen och andra världskriget i flera verk. I Bödeln är kritiken mot nazismen explicit medan han i Dvärgen använder den historiska miljön som kamouflage. Pär Lagerkvist lyckas att framställa det onda i människan på ett litterärt övertygande sätt. Han fortsätter detta övertygande arbetssätt och får år 1951 Nobelpriset. Den direkta anledningen till nobelpriset var "den snabba och stora marknadsframgången med romanen Barabbas" som kom ut år 1950.